# Cerkiew Ikony Matki Bożej „Znak” w Moskwie (Mieszczanskij)
Cerkiew Ikony Matki Bożej „Znak” – prawosławna cerkiew w Moskwie, w dekanacie Spotkania Włodzimierskiej Ikony Matki Bożej eparchii moskiewskiej miejskiej Rosyjskiego Kościoła Prawosławnego.

## Historia
W końcu XVI w. na miejscu dzisiejszej świątyni, na terenie Perejasławskiej Jamskiej słobody, powstała drewniana cerkiew Ścięcia Głowy św. Jana Chrzciciela, do której dostawiono następnie ołtarz św. Mikołaja, otaczanego w miejscowości szczególnym kultem jako patrona podróżujących. W 1638 cerkiew opisana została już jako świątynia pod wezwaniem ikony Matki Bożej „Znak”. Nieustalone jest, dlaczego odstąpiono od pierwotnego wezwania, związanego z carem Iwanem Groźnym, którego patronem był św. Jan Chrzciciel. W XVII w. cerkiew została również rozbudowana o przedsionek i trójkondygnacyjną dzwonnicę. Drewniana świątynia funkcjonowała do połowy XVIII w. W latach 1757–1765 z datków prywatnych darczyńców na jej miejscu wzniesiono cerkiew murowaną w stylu barokowym. Została ona wyświęcona w 1765 i od tego czasu jest nieprzerwanie czynna.
W 1888 cerkiew została rozbudowana, z zachowaniem stylistycznych form architektury barokowej. Po rewolucji październikowej świątynia pozostała czynna, a na jej wyposażenie trafiały ikony z likwidowanych parafii prawosławnych w najbliższym sąsiedztwie. W 1980 budynek rozbudowano o ołtarz boczny św. Tryfona, natomiast w 1997 wzniesiono przy niej cerkiew św. Aleksandra Chotowickiego, w której odbywają się chrzty.
Szczególną czcią otaczana jest przez wiernych patronalna ikona z pocz. XVII w. oraz ikona św. Tryfona z cząsteczką relikwii. Na wyposażeniu cerkwi pozostaje również siedemnastowieczna Golgota, krzyż z relikwiami różnych świętych oraz ikona św. Teodozjusza Czernihowskiego z cząstką jego szaty.

## Związani z cerkwią
W cerkwi Ikony Matki Bożej „Znak” służył ks. Joann Smirnow, w 1937 rozstrzelany na poligonie w Butowie i kanonizowany następnie jako nowomęczennik. Do Soboru Świętych Nowomęczenników i Wyznawców Rosyjskich zaliczono również parafiankę tejże cerkwi, Appolinariję Tupicynę, także zamordowaną w czasie wielkiego terroru.